# Raison d'Être
Pour les articles homonymes, voir Raison d'être.
Raison d'être est un projet de dark ambient suédois mené par Peter Andersson, formé en 1991.

## Discographie
- Après nous le déluge (album)|Après nous le déluge - (Cassette - 1992)
- Prospectus I - (CD - 1993)
- Conspectus - (Cassette - 1994)
- The Ring of Isvarah - (Split avec Svasti-Ayanam, un autre projet de Peter Andersson (musicien)|Peter Andersson - 1994)
- Enthraled by the Wind of Lonelines - (CD - 1994)
- Sakral Wounds (Cassette VHS de 30 minutes limitée à 40 copies, sortie chez BOCA Tapes - 1994)
- Semblance - (Split avec Necrphorus, un autre projet de Peter Andersson (musicien)|Peter Andersson, et D:Combe - 1995)
- Within the Depths of Silence and Phormations - (CD - 1995)
- In Sadness, Silence and Solitude - (CD - 1997)
- Reflections from the Time of Opening - (CD - 1997)
- Lost Fragments - (2 CD - 1998)
- Collective Archives - (Compilation reprenant tous le titres de Sakral Wounds, Après nous le déluge et Conspectus - 1999)
- The Empty Hollow Unfolds - (CD - 2000)
- Requiem for Abandoned Souls - (CD - 2003)
- Prospectus I (Remasterised) - (Re-issue - 2005)
- Metamorphyses - (CD - 2006)
- In Sadness, Silence and Solitude (Remasterised) - (Re-issue contenant l'album original re-mixé avec 2 bonustracks enregistrés en live - 2006)
- Live Archive 1 - (Live - 2007)
- Live Archive 2 - (Live - 2007)
- Enthraled by the Wind of Lonelines (Remasterised) - (Re-issue - 2007)
- Live Archive 3 - (Live - 2008)
- Après nous le déluge (Remasterised) - (Re-issue contenant 2 pistes supplémentaires qui sont les 2 dernières sur Collective Archives - 2008)
- The Luminous Experience - (Live - 2008)
- Spiraal - Compilation uniquement sous forme de mp3 réunissant deux vieux titres apparaissant sur Collective Archives et quelques autres titres tirés de Enthraled by the Wind of Lonelines - 2009)
- The Stains of the Embodied Sacrifice - (CD - 2010)

Les trois « Live Archive » sont tirés de vieux lives qui ont eu lieu en Espagne et en France.

## Sources
- Raison d'être, Discogs,
- 50 shades of darkness, 30 years of Cold Meat Industry, 8 novembre 2017, Release magazine.
- Pain in Progress: A Brief Exploration of the History and Legacy of Cold Meat Industry,Heathen Harvest, 2 novembre 2017.
- "Soundart from the Cold Lands... A conversation with Peter Andersson of Raison d'être". - IKonen magazine, 2004